# 군매점
군매점(軍賣店, 영어: base exchange, BX, post exchange(육군) or port exchange(해군 및 해병대), PX)은 군인이나 그 가족을 위한 매점을 가리킨다.

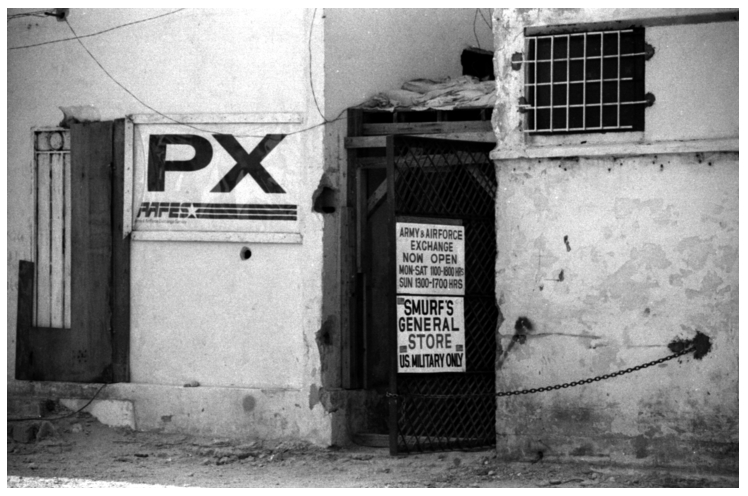
AAFES가 운영하는 군매점 P.X.(지금은 폐쇄)는 소말리아 모가디슈의 오래된 국제 공항에 위치해 있었다.

## 명칭
미군의 경우 공군에서는 BX(Base Exchange)로, 육군에서는 PX(Post Exchange)로, 해군에서는 NEX(Navy Exchange)로 해병대에서는 MCX(Marine Corps Exchange)로, 미국 해안경비대에서는 CGX(Coast Guard Exchange)로 부르고 있으며, 장기적으로는 익스체인지(Exchange, X)로 간략하게 명칭 통일을 권장하고 있다. 영국의 영향을 받은곳에서는 Canteen으로 불리기도 한다.

## 대한민국
대한민국에서는 한때 주보(酒保)라는 용어를 군매점 용어로 사용한 적이 있다. 그 뒤로 미 육군에서 쓰이는 군매점 용어인 "PX"라는 말이 흔히 쓰였고 지금도 군 문화 속에서도 계속 쓰이고 있으나 육군 환경에서는 충성클럽, 충성마트라는 용어로 바꾸어 사용하는 것을 권고하고 있다.

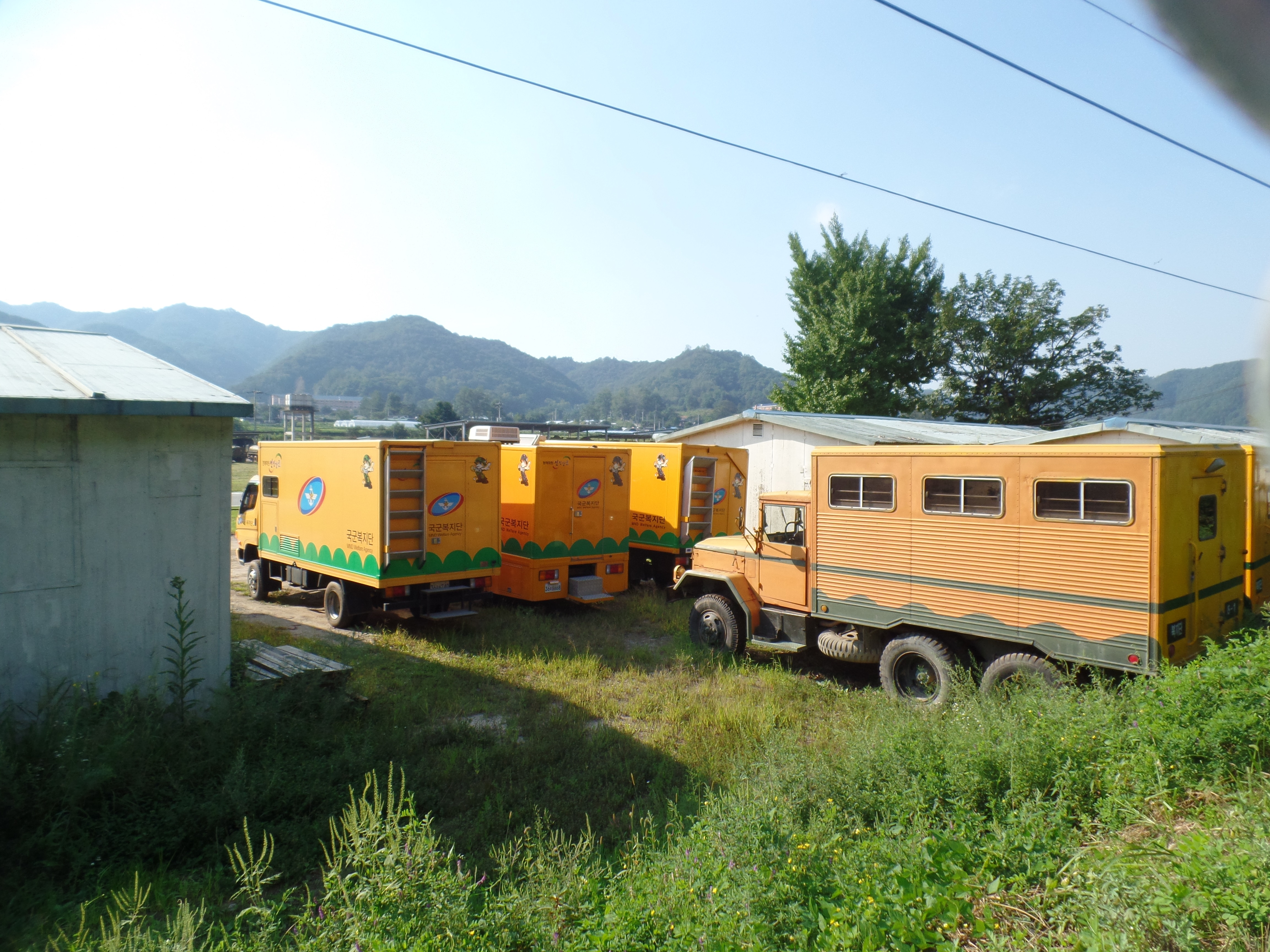
대한민국 국군복지단의 이동식 군매점 차량

대한민국 국군의 경우 육군은 Post Exchange(PX), 해군 및 해병대는 Port Exchange(PX), 공군은 Base Exchange(BX)로 흔히 부른다. 그리고 PX가 존재하지 않는 군부대에는 주기적으로 황금마차라고 불리는 이동식 판매차량이 등장한다.
일본에서는 일본군의 기지, 시설 안이나 배 안에서 판매하는 군매점으로, 슈호(酒保, 주보)라는 용어를 사용하고 있다.

### 군매점 이용 자격(대상)
| 이용 대상 |
| --- |
| 현역장병, 사관생도, 사관후보생, 부사관후보생, 군무원, 국방부 공무원, 국군공무직근로자, 국가유공자, 10년이상 복무하고 전역한 군인, 국가보훈대상자 및 앞 대상자 가족(배우자나 본인 및 배우자의 직계존비속), 소집되어 훈련중인 예비군, 병역명문가 |

※자세한 사항은 국군복지포털에서 확인 가능하다.

#### 신분 확인
이용대상자 본인
자신이 군관계자 및 군마트 이용대상자임을 확인할 수 있는 신분증이 필요하다.
이용대상자 가족

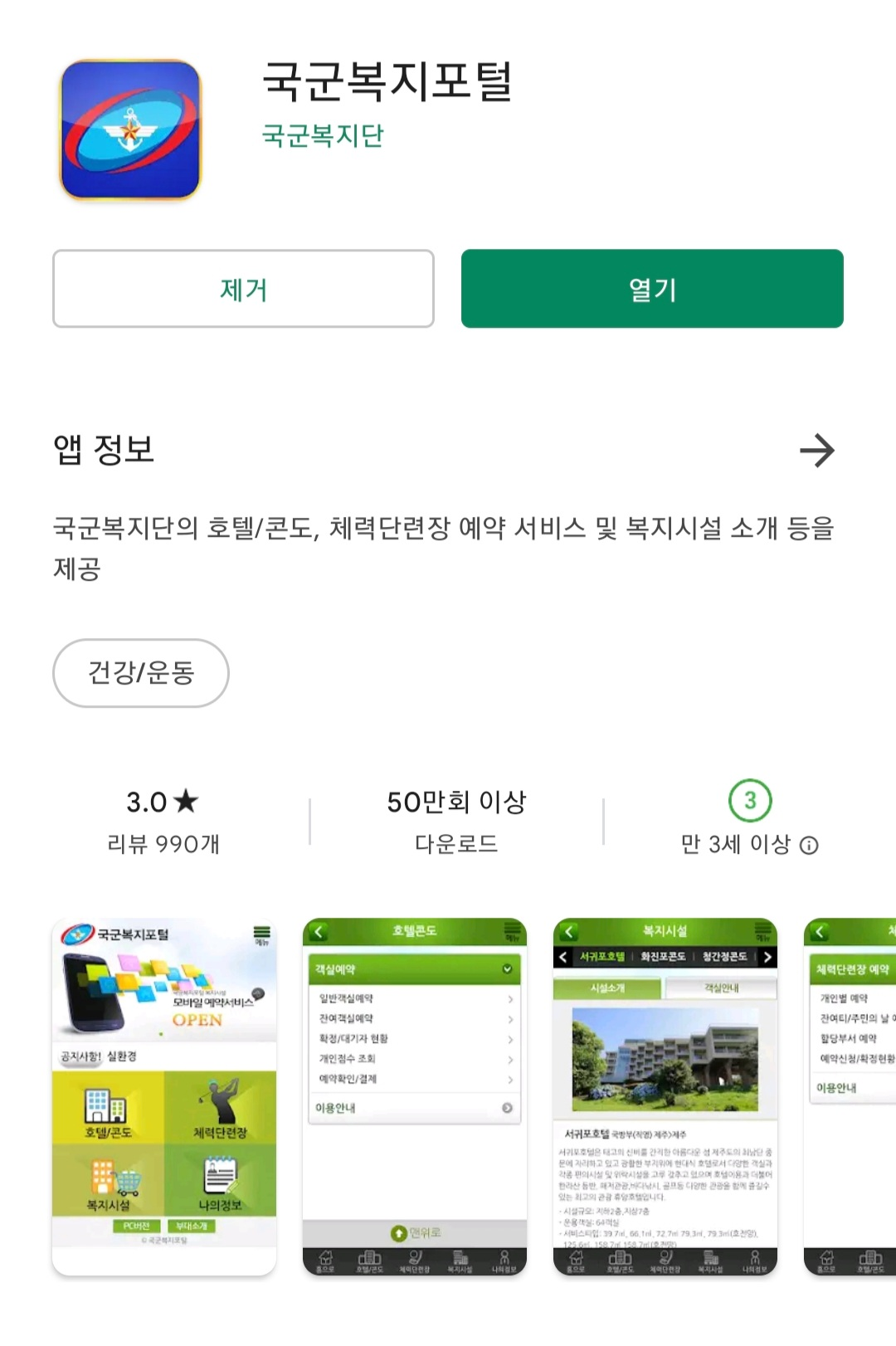
국군복지포털 앱

자신이 군마트 이용대상자임을 확인할 수 있는 증명 서류가 필요하다.
-가족 증명 서류
- 이용대상자의 신분증

- 가족관계증명서

- 본인 신분증

국방가족 모바일 증명카드
본인 또는 가족을 공통으로 신분할 수 있는 것으로 국방가족 증명 모바일카드를 발급받아 간편하게 이용 가능하다.
국방가족 모바일 증명카드는 국군복지단 사이트에서 회원가입 후 등록 후 발급 가능하며, 국군복지포털 앱을 이용하여 자격을 증명할 수 있다. 추가로 가족사항 등록은 4인까지 가능하다.
-국군복지단 회원가입 조건은 하사 이상 현역과 군무원, 국방부 공무원, 사관생도, 학군후보생, 군 전역자이다. 일반인의 경우 체력단련장만 이용가능하다.

### 판매 품목

#### 라면류

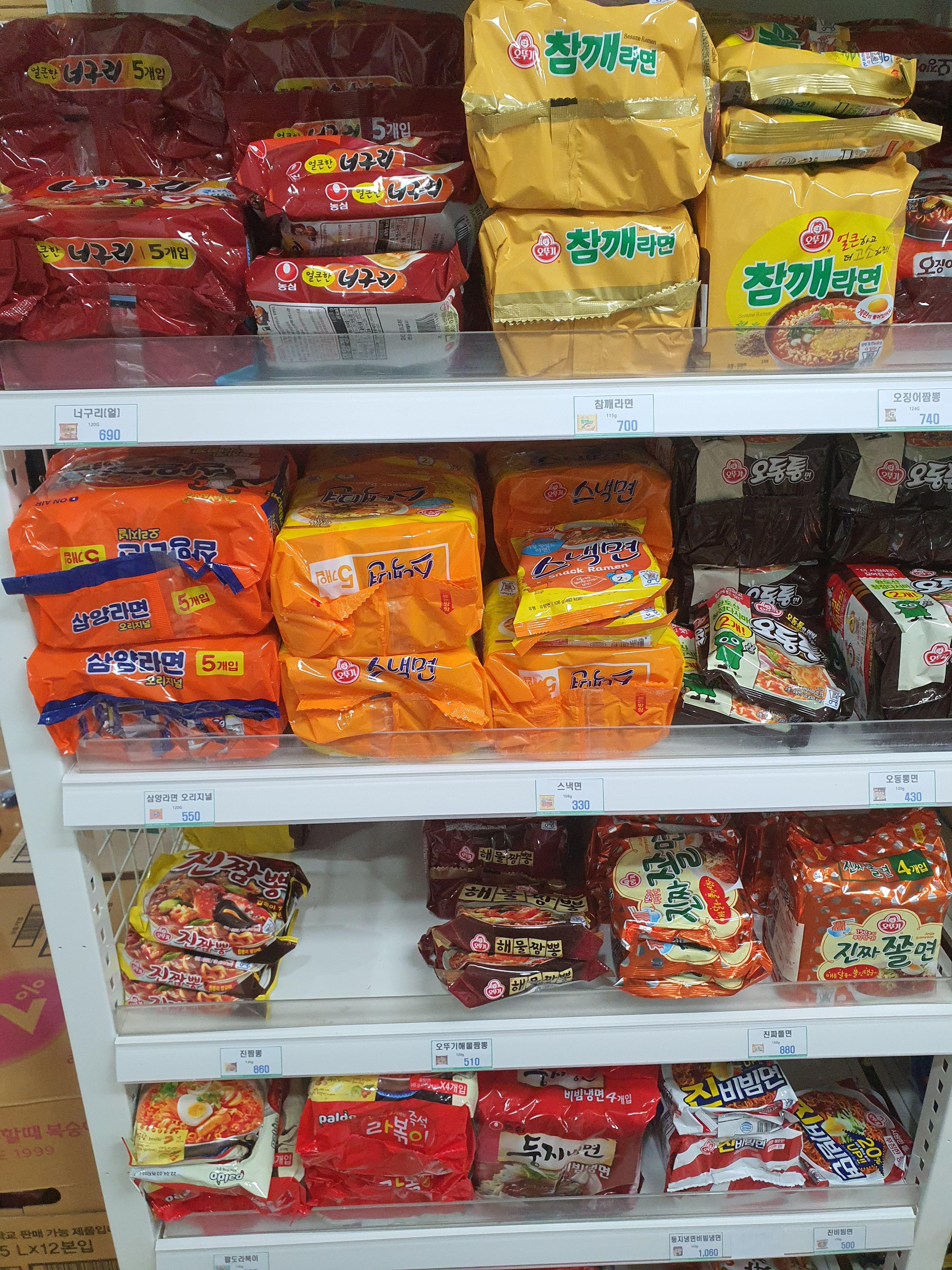
봉지 라면 모음

라면은 컵라면부터 봉지라면까지 다양하게 존재하며 봉지라면의 경우 500원 정도에 판매되고 있다. 그밖에 레저식품인 누룽지뽀글이가 있다.

### 냉동류
냉동식품의 경우 종류가 많은데 대표적인 것이 치킨이 있으며 그중 슈넬치킨이 유명하다. 그리고 피자와 스파게티, 우동, 핫도그, 햄버거, 만두 같이 다양한 종류가 있다.
| 치킨 종류 |
| --- |
| 크리스피 순살, 갈릭어니언치킨, 하림팝콘치킨, 치킨가리아게, 삼양갈릭매콤치킨, 하림허니갈릭치킨, 후라이드치킨, 스파이시 순살치킨, 황금버켓치킨, 어니언치킨, 간장치킨, 슈넬치킨, 매콤양념닭강정, 꿀에빠진 현미닭강정, 뿌려뿌려흔들닭어니언, 갈비양념 닭강정, 하림매콤닭강정 등 |

| 피자 종류 |
| --- |
| 불고기 피자, 롤피자스틱, 불고기, 피자토스트, 콤비네이션 피자, 오뚜기불고기피자UNO, 떠먹는 컵피자 콤비네이션, 떠먹는 컵피자 불고기, 떠먹는 컵피자 포테이토 등 |

#### 스낵류

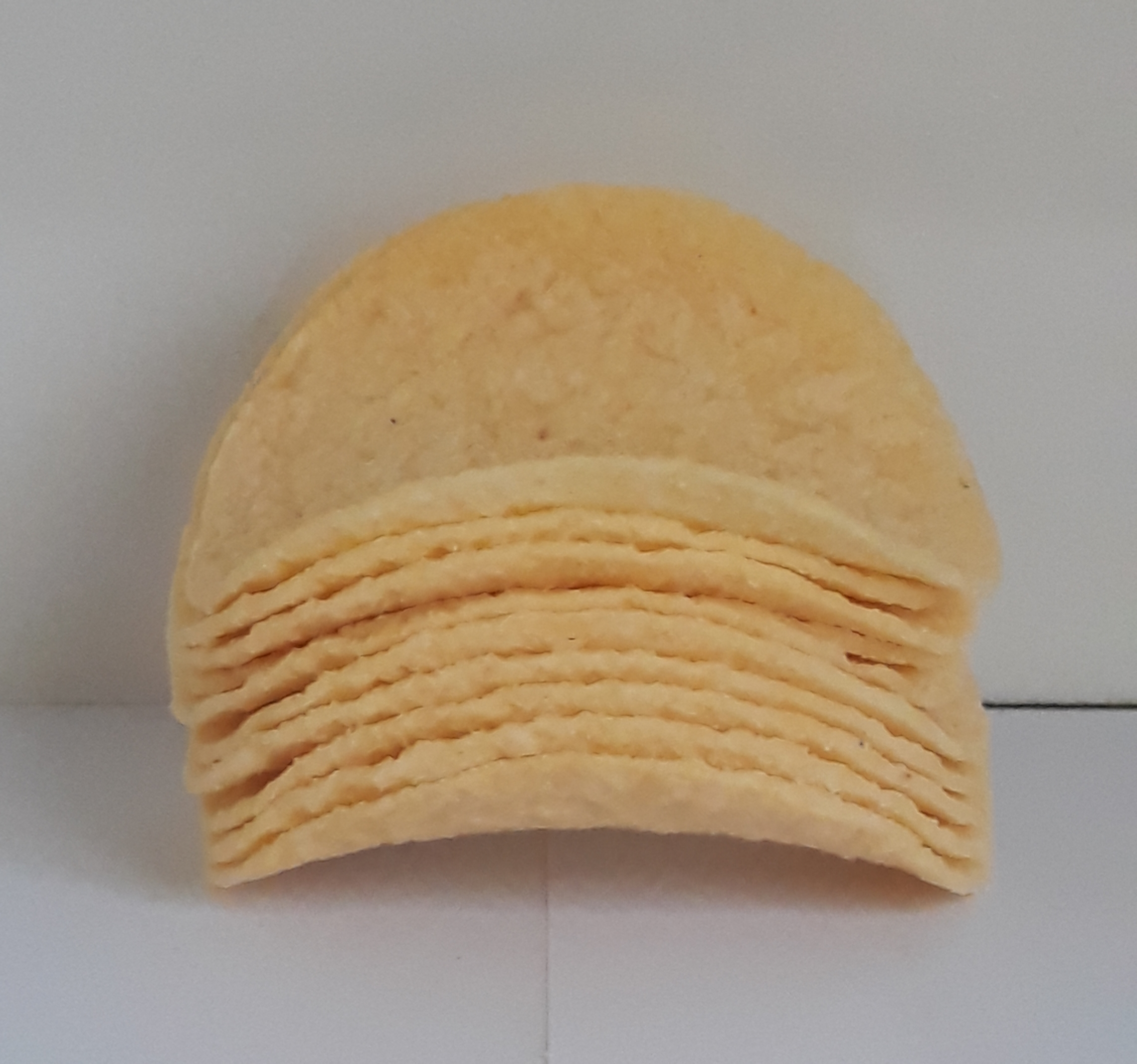
프링글스 감자칩
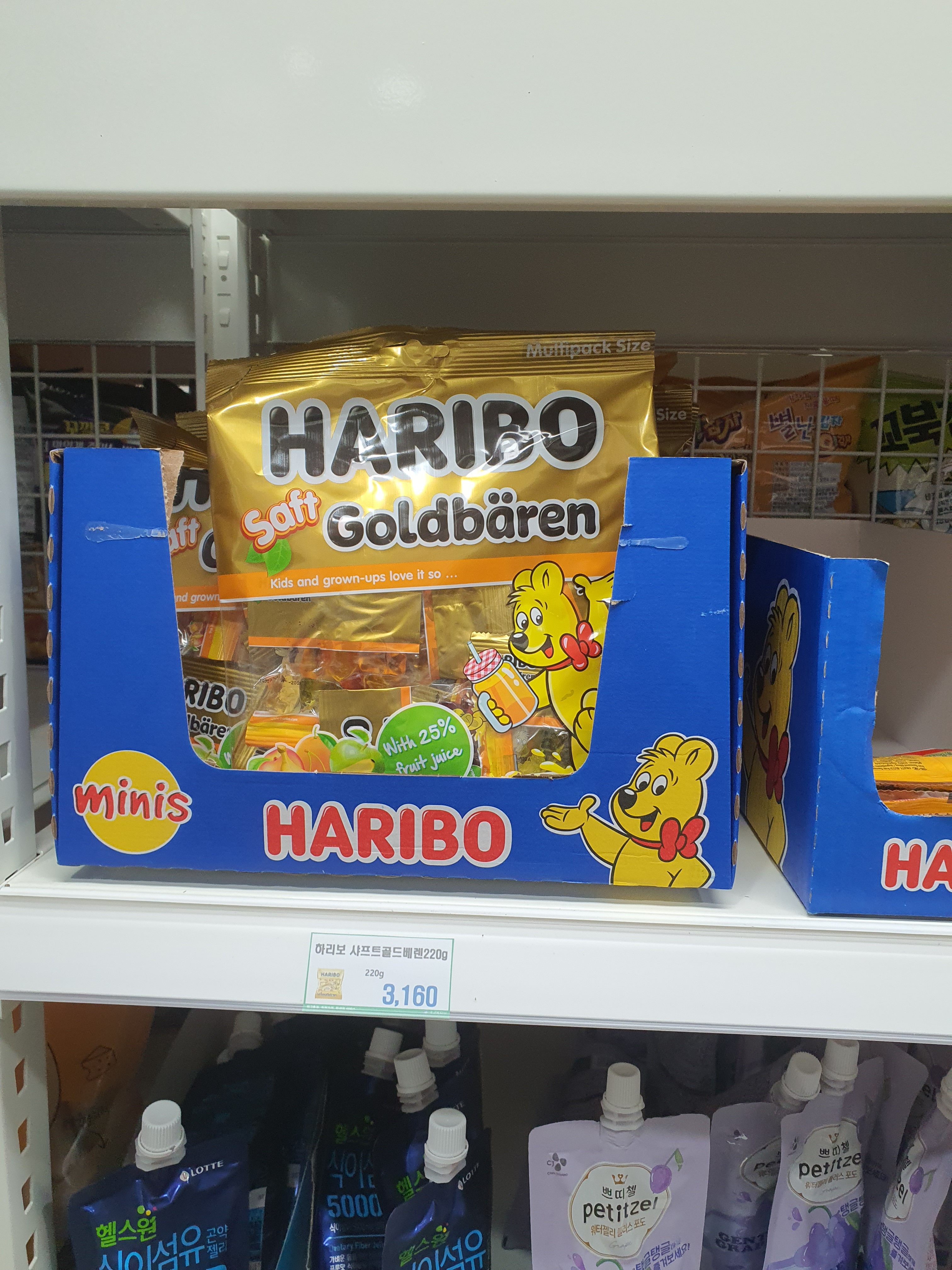
하리보젤리
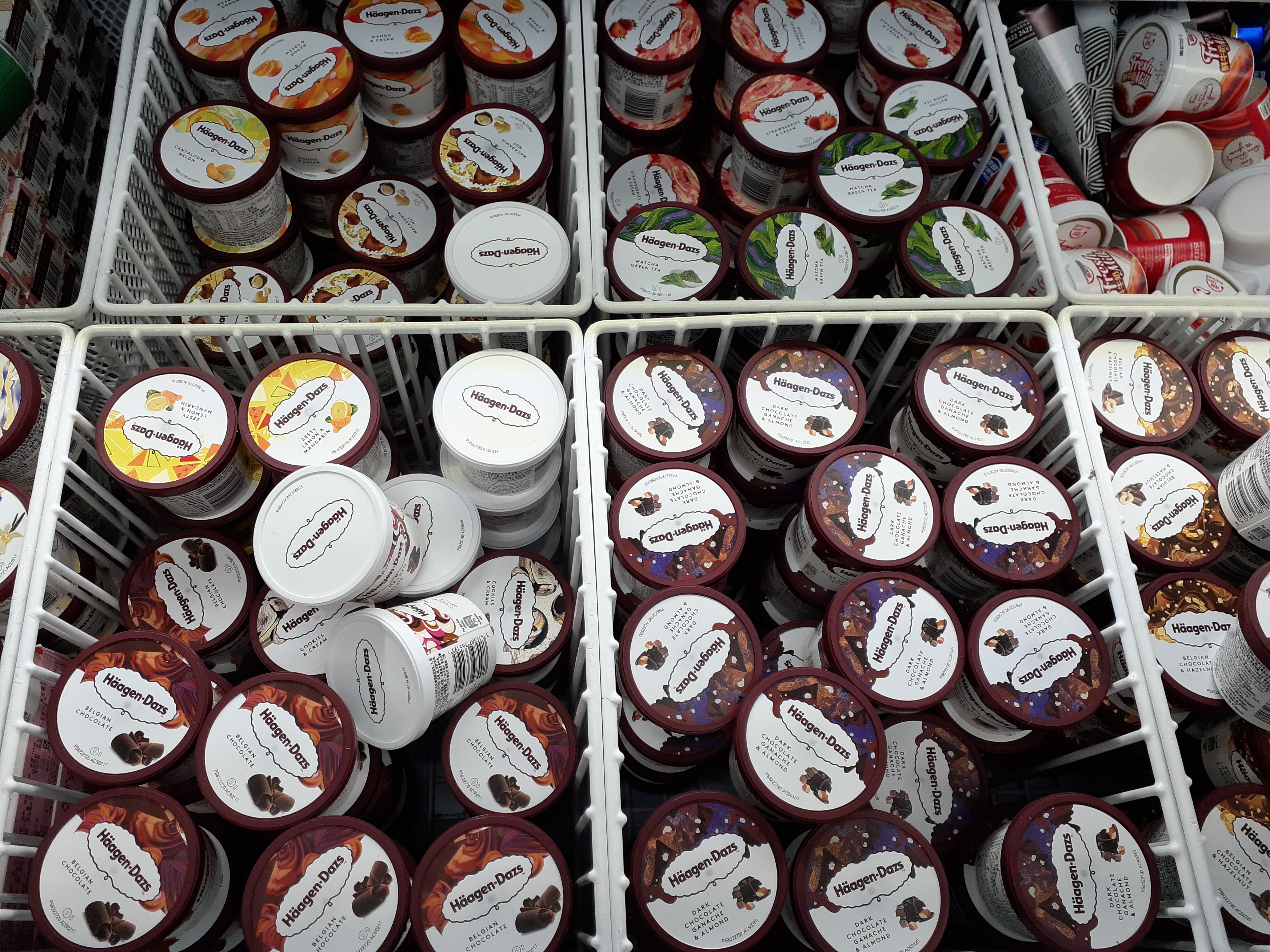
하겐다즈
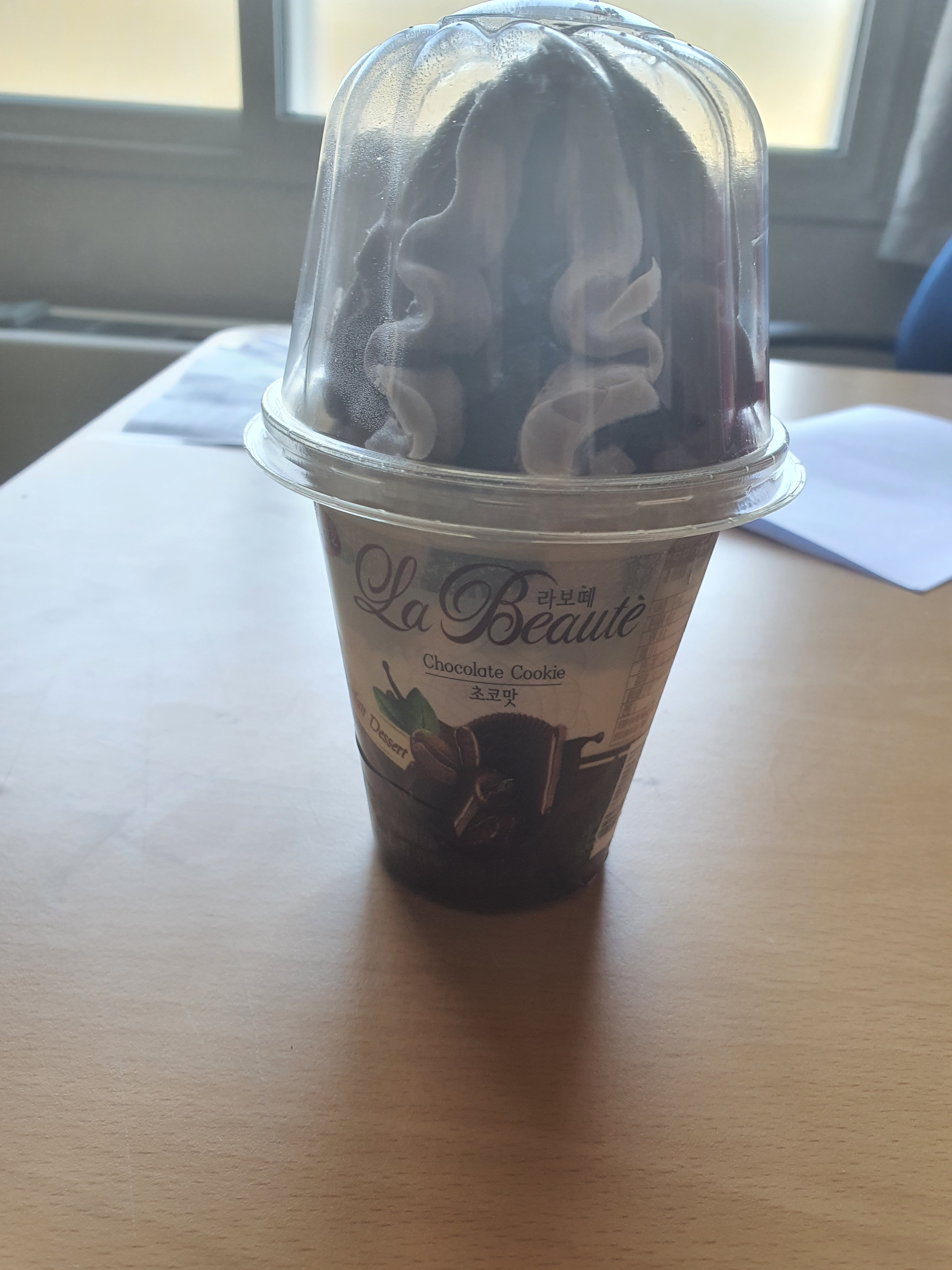
라보떼 아이스크림

스낵류는 PX 내에서 많은 비중을 차지하는 것 중 하나이다. 과자 종류는 감자칩이나 초코 과자 등등
여러가지가 존재하고 젤리나 초콜릿 그리고 육포같은 식품도 존재한다. 그리고 초코파이와 같은 파이 종류도 굉장히 많다. 몽쉘이나 빅파이, 엄마손파이 등 여러종류가 존재한다.
특히 아이스크림의 경우는 바에서 콘, 컵까지 다양하며 인기있는 종류는 하겐다즈와 라보떼이다.

#### 음료
음료는 유제품부터 주류까지 다양하고 캔과 병 둘 다 있다.
- 이온음료

포카리스웨트, 게토레이, 2% 등의 이온음료가 존재하고 포카리스웨트의 경우는 분말이 따로 존재하여 제조해서 먹을 수 있다.
- 탄산음료

콜라, 사이다 등 존재하며 나랑드사이드 같은 제로칼로리 음료수도 존재한다.
- 주스

오렌지 주스와 포도 주스등이 있고 박스형태의 묶음으로도 판매한다.
- 유제품(치즈 제외)

우유나 요구르트, 요플레 등이 있고 딸기 바나나 등의 가공우유 또한 존재한다.
- 주류

주류의 경우 용사들의 경우는 제한 되지만 허가를 받거나 휴가 가는 날에는 살 수 있다. 그외 군인, 군무원의 경우는 자유롭게 이용가능하다.
소주나 맥주 그리고 전통주와 양주까지 존재하며
소주의 경우 600~700원의 가격을 이루고
맥주는 병맥주, 캔맥주, 페트병 모두 있으며 종류는 한강, 클라우드, 하이트, 서울, 맥스, 테라 등을 판매한다. 브랜드별로 가격은 다르지만 캔의 경우 싸면 700원 정도이고 페트는 1400원정도에 판매되고 있다.
| 구분 | 희석식 소주 | 증류식 소주 | 일반증류 | 약주 | 과실주 | 청주 | 리큐르주 | 맥주 | 브랜디 | 위스키 |
| ---- | ----------- | ----------- | -------- | ---- | ------ | ---- | -------- | ---- | ------ | ------ |
| 간부 | 20          | 1           | 1        | 1    | 1      | 1    | 1        | 72   | 1      | 1      |

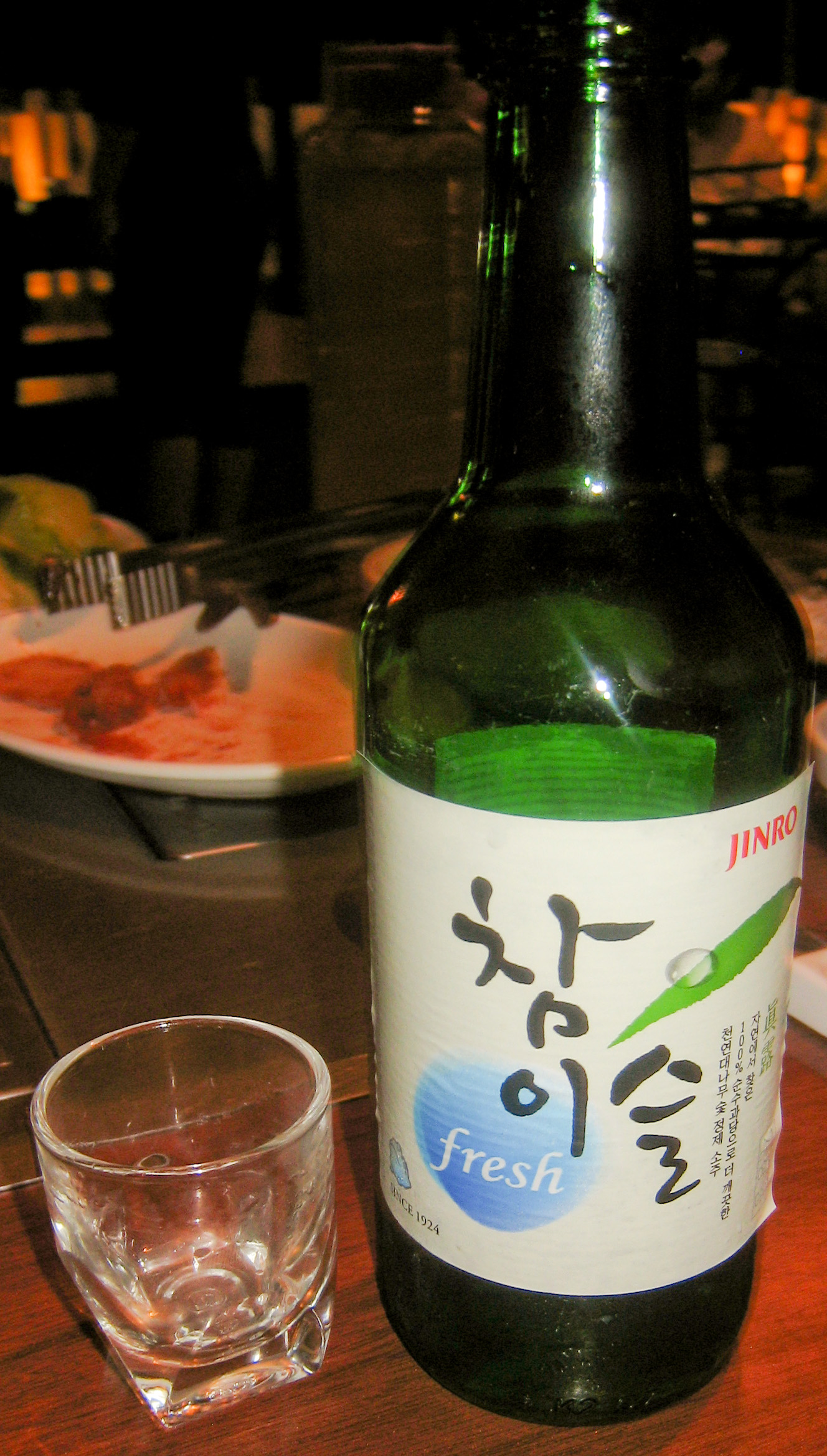
소주
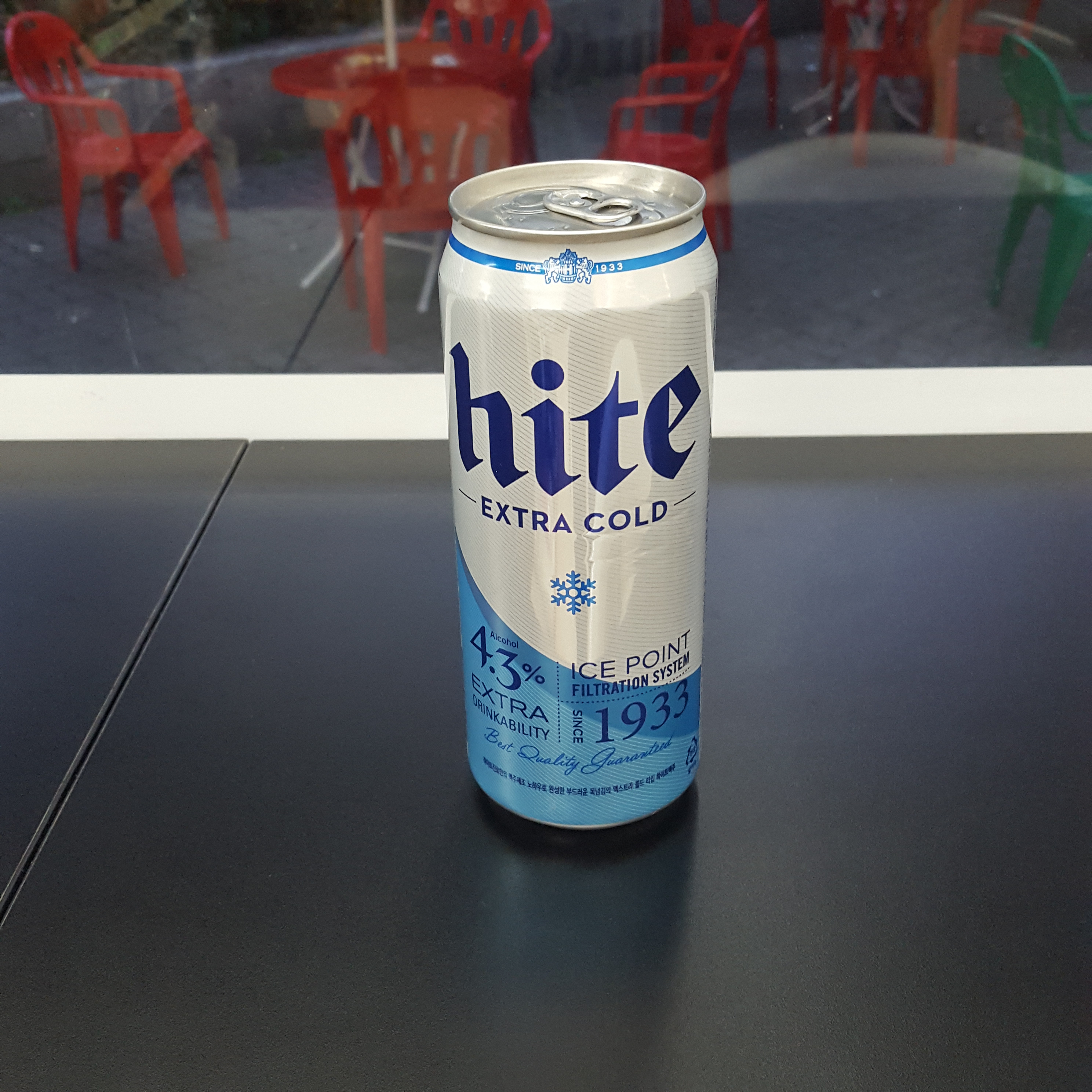
하이트 캔맥주
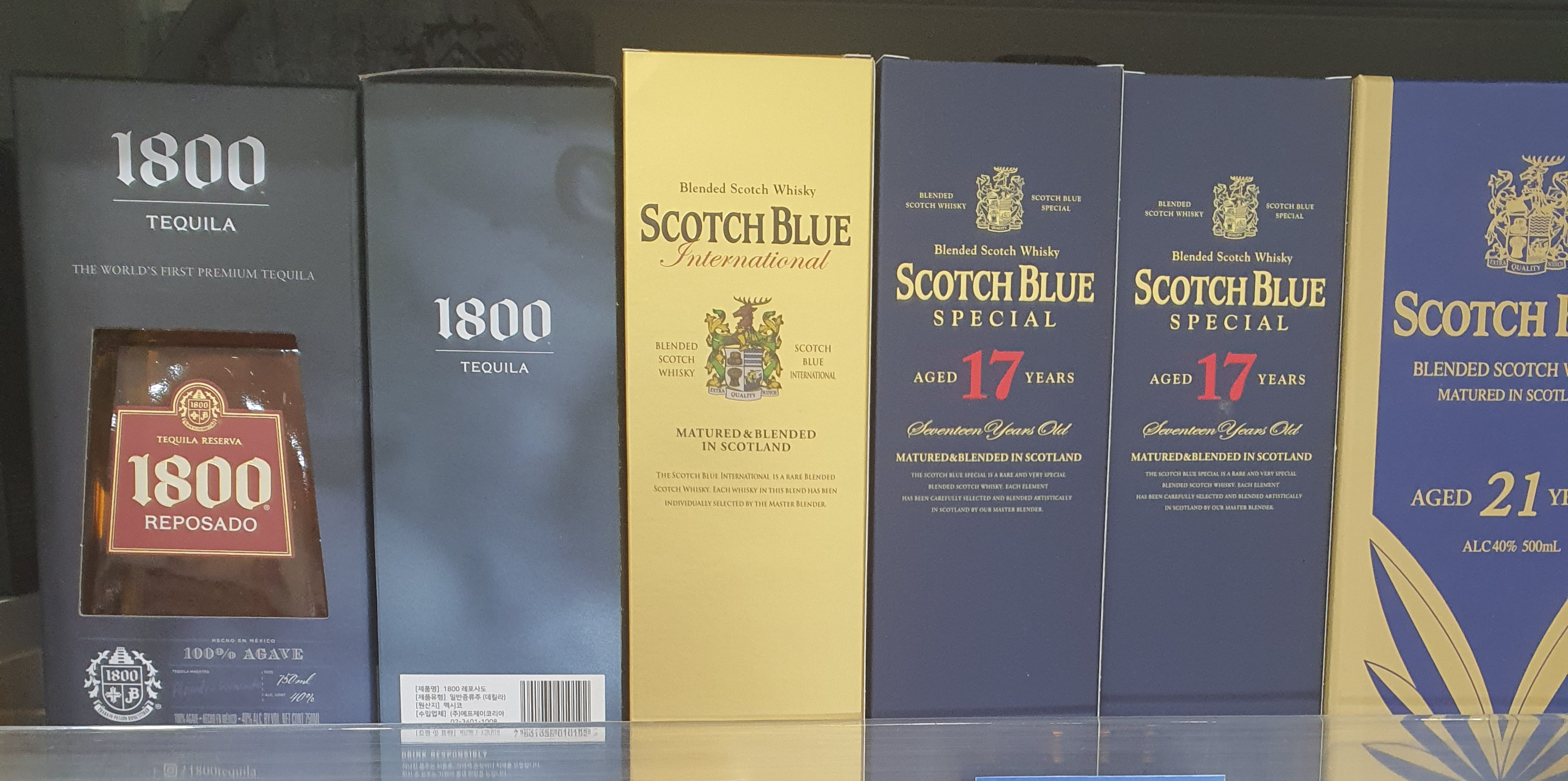
군마트 양주

#### 화장품
- 크림

PX 화장품 브랜드 중 하나로 대표적인 제품들이 달팽이 크림인 '블랙 스네일 크림'과 수분크림 '레드블래미쉬클리오 크림'이 있다.
- 마스크팩과 선크림

마스크팩의 경우 개당 천원미만의 가격으로 'AHC프리미엄 마스크팩'이나 '토니모리 블레미쉬 시카 마스크'가 있다. 선크림은 '크레마카라콜 울트라 프로텍션 선크림'과 Dr.G제품인 선크림이 존재한다.

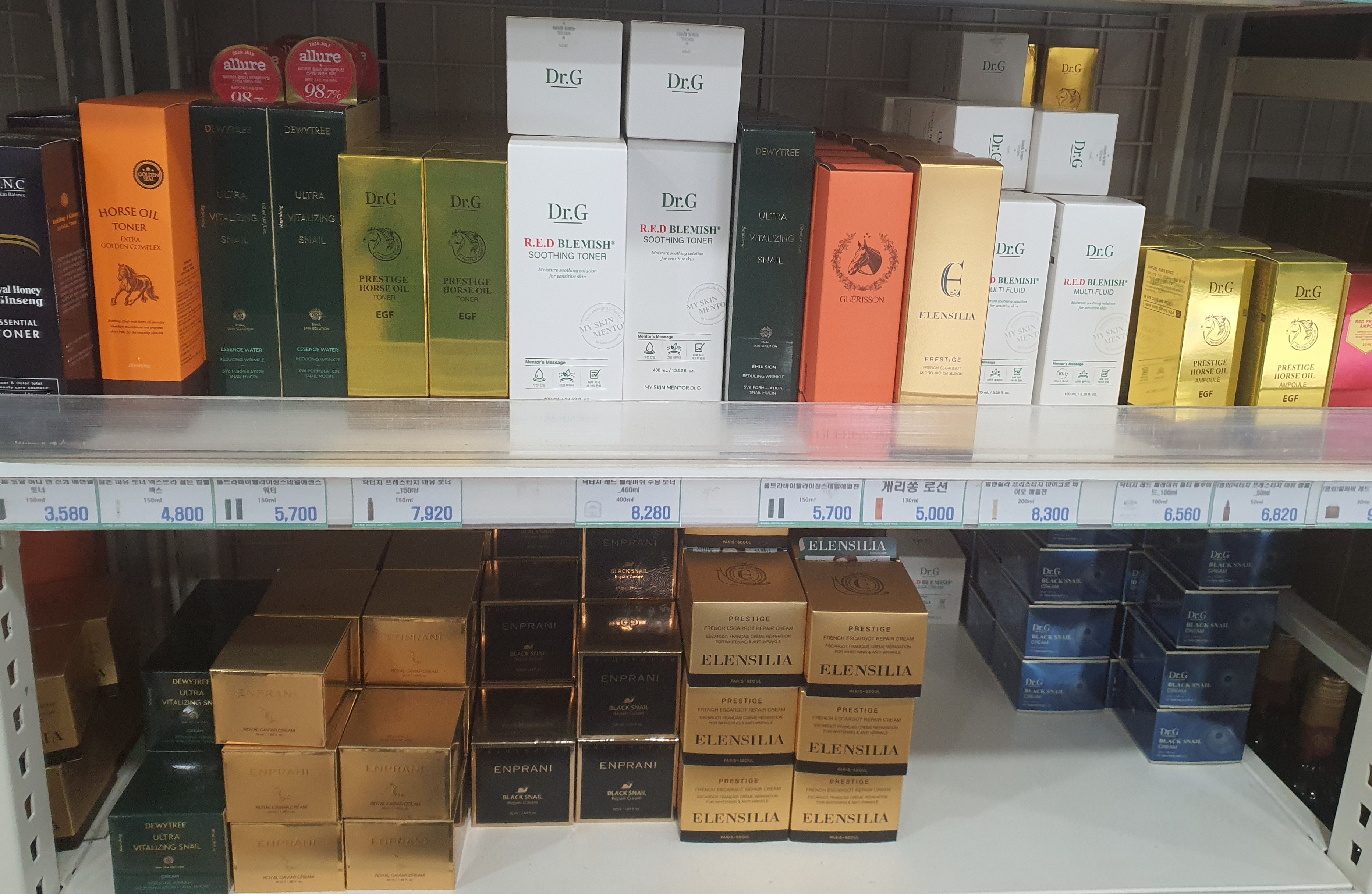
군마트 화장품
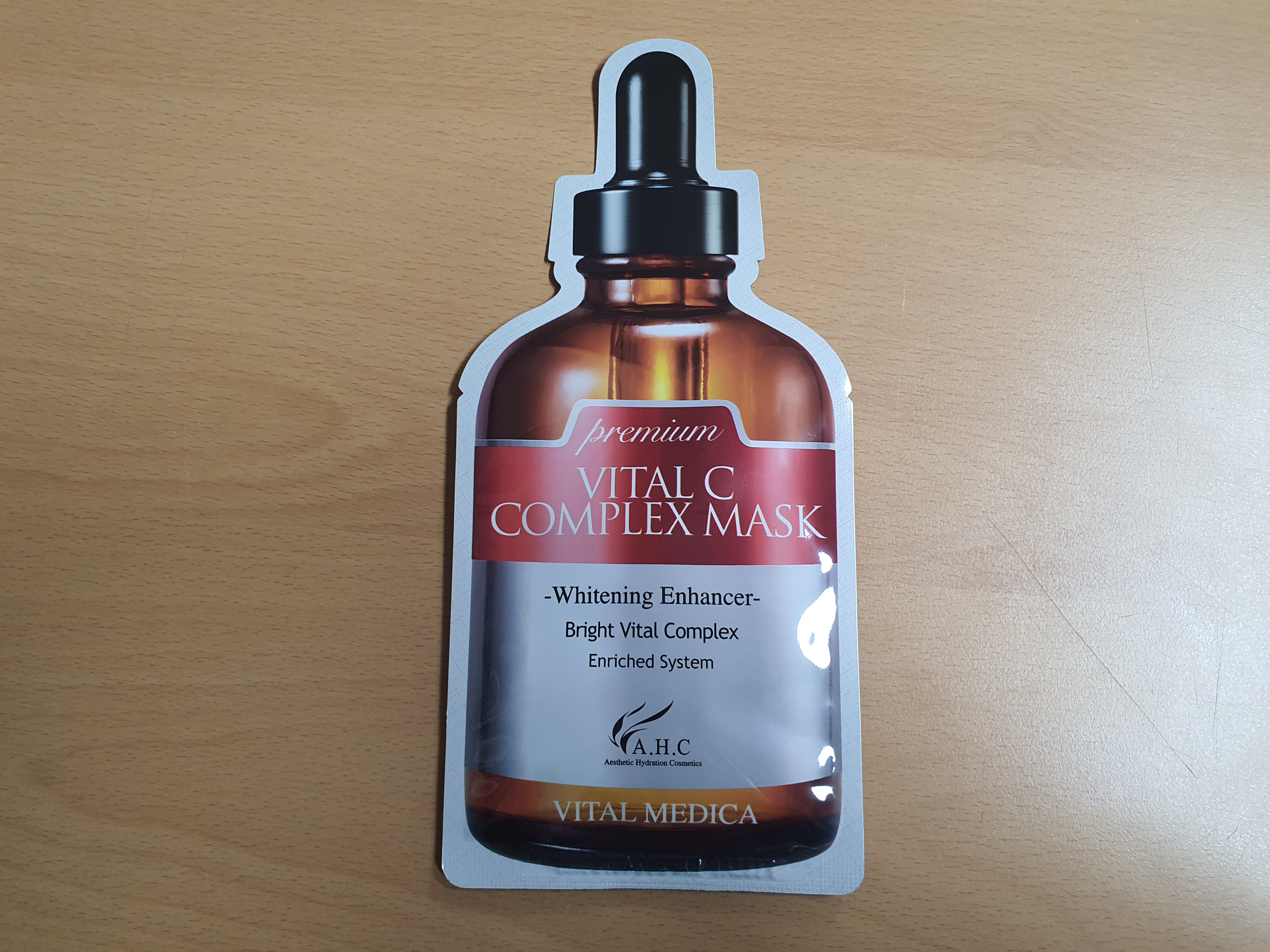
PX 마스크 팩

### 위치

#### 영내마트
군 마트는 총 2000여개 이상이 존재하고 대부분 부대에 충성클럽 또는 국군복지단의 영문명‘Welfare Agency’의 약자인 WA Mart로 존재한다.

#### 영외마트
전국 영외마트는 114개이다.

지원본부 
- 서울
- 고양
- 양주
- 포천
- 춘천
- 인제
- 대전
- 대구
- 부산
- 광주

지원본부가 서울인 곳은 다음과 같다.

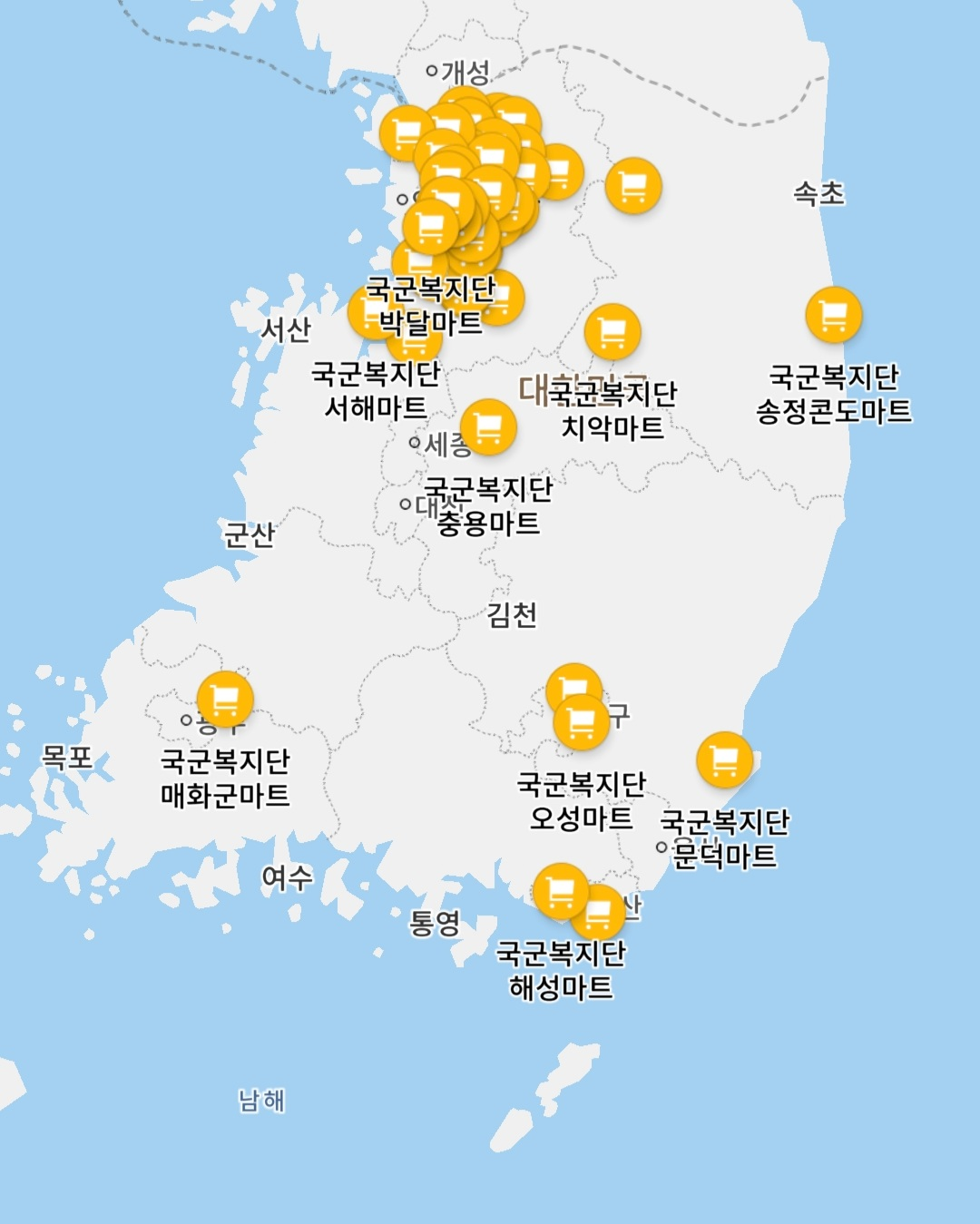
전국 국군 복지단 마트

1. 서울/ 박달(영외)/ 경기도 안양시 만안구 삼봉로 66(박달동, 브라운스톤 하나마을)
2. 서울/ 사당(영외)/ 서울시 관악구 승방7길31(남현동, 사당동아파트) 사당동아파트 3동 앞
3. 서울/ 방패(영외)/ 서울시 관악구 과천대로 851(남현동, 한울아파트) 상가1층
4. 서울/ 봉화(영외)/ 경기도 용인시 처인구 포곡읍 부곡로 21 봉화회관 1층
5. 서울/ 전승(영외)/ 경기도 화성시 매송면 화성로 2435(칠보아파트) 전승회관
6. 서울/ 선봉(영외)/ 경기도 용인시 처인구 중부대로 1340(김량장동, 한누리마을아파트)
7. 서울/ 선봉레스텔(영외)/ 경기도 용인시 처인구 금학로 235번길26(역북동, 온누리마을) 온누리마을내
8. 서울/ 상승(영외)/ 경기도 이천시 장호원읍 경충대로 597번길 227-25 상승회관1층
9. 서울/ 도하(영외)/ 경기도 이천시 설성면 자석 1리 508(자석1리 마을회관)
10. 서울/ (해)서해(영외)/ 경기도 평택시 포승읍 2함대길 20 서해쇼핑타운 지하1층
11. 서울/ 비승(영외)/ 경기도 이천시 진상미로 1700-29(대포동, 비승아파트) 비승회관1층
12. 서울/ 아름(영외)/ 경기도 이천시 마장면 마도로 12(아름수리아파트) 아름회관 1층
13. 서울/ (공)10전비관사(영외)/ 경기도 수원시 권선구 경수대로 168번길 79(권선동) 복지매장 1층
14. 서울/ (공)금성(영외)/ 경기도 평택시 팽성읍 동서촌로 161-9 1층
15. 서울/ 항무(영외)/ 경기도 하남시 초일로 78(초일동) 에어팰리시스 내 면회실 1층
16. 서울/ 충일(영외)/ 경기도 남양주시 홍유릉로 134(이패동) 충일회관 1층
17. 서울/ 럭키(영외)/ 경기도 성남시 분당구 이매로 173(이매동) 럭키회관 1층 108호
18. 서울/ 충호(영외)/ 경기도 남양주시 와부읍 석실로 260번길 80(7A빌리지) 충호회관 앞
19. 서울/ 우정(영외)/ 경기도 성남시 수정구 대왕판교로 1187(심곡동) 우정아파트 내
20. 서울/ 동빙고(영외)/ 서울시 용산구 녹사평대로 66(동빙고동, 용산푸르지오파크타운) 푸르지오파크타운 관리실앞
21. 서울/ 육사화랑(영외)/ 서울시 노원구 화랑로 564(공릉동, 육사아파트)
22. 서울/ 독수리(영외)/ 서울시 양천구 화곡로 25(신월동) 신동아파밀리에아파트 내
23. 서울/ (공)태성대(영외)/ 서울시 동작구 여의대방로 16길 1(신대방동, 태성대아파트) 복지관 1층
24. 서울/ (공)대방(영외)/ 서울시 영등포구 여의대방로 49길 3(신길동)
25. 서울/ (해)바다마을(영외)/ 서울시 영등포구 가마산로 540(신길동) 바다마을 상가 1층

### 다른 종류의 군마트

#### 해군과 공군
해군의 PX 즉 'NEX'는 2010년 7월부터 해군마트를 지에스리테일(GS25를 운영하는 그곳)에서 위탁 운영한다. 실제로 해군 사령부급 및 해병대 사단급 부대 관사에는 충성마트 대신 GS25가 들어섰다. 영내와 함내까지 진출할지 여부는 알 수 없지만, 그럴 가능성도 충분히 있음을 보여준다. 고무링이나 위장크림 등 군용물품까지 파는 등 물건 판매는 일반 PX와 비슷하게 진행하지만 GS25에서 진행하기 때문에 편의점음식도 같이 판매한다.

해군 군마트

하지만 해군 내에서의 가격과 관련한 불만과 민영화 이슈에 전반적으로 민감해진 상태였던 여론 등에 밀려 결국 국방부 차원에서 육군과 공군 PX 민영화 계획은 취소되었다. 그렇지만 해군과 지에스리테일과의 계약기간이 5년이어서 2015년까지는 GS25가 복지단 마트를 대신할 예정이라고. 박근혜 정부에 들어서면서도 병력부족을 이유로 PX 민영화를 전군으로 확대하려 했으나 중단된다는 소식이 발표되었지만 민영화 PX는 계약 만료가 다가오자 다시 무려 2025년까지 연장되었다.
공군의 경우는 BX인데 Base Exchange의 약자로서 시설이나 상품들이 육군과 크게 다르지 않다.

#### 해외 군마트
미국의 경우는 PX로 불리고

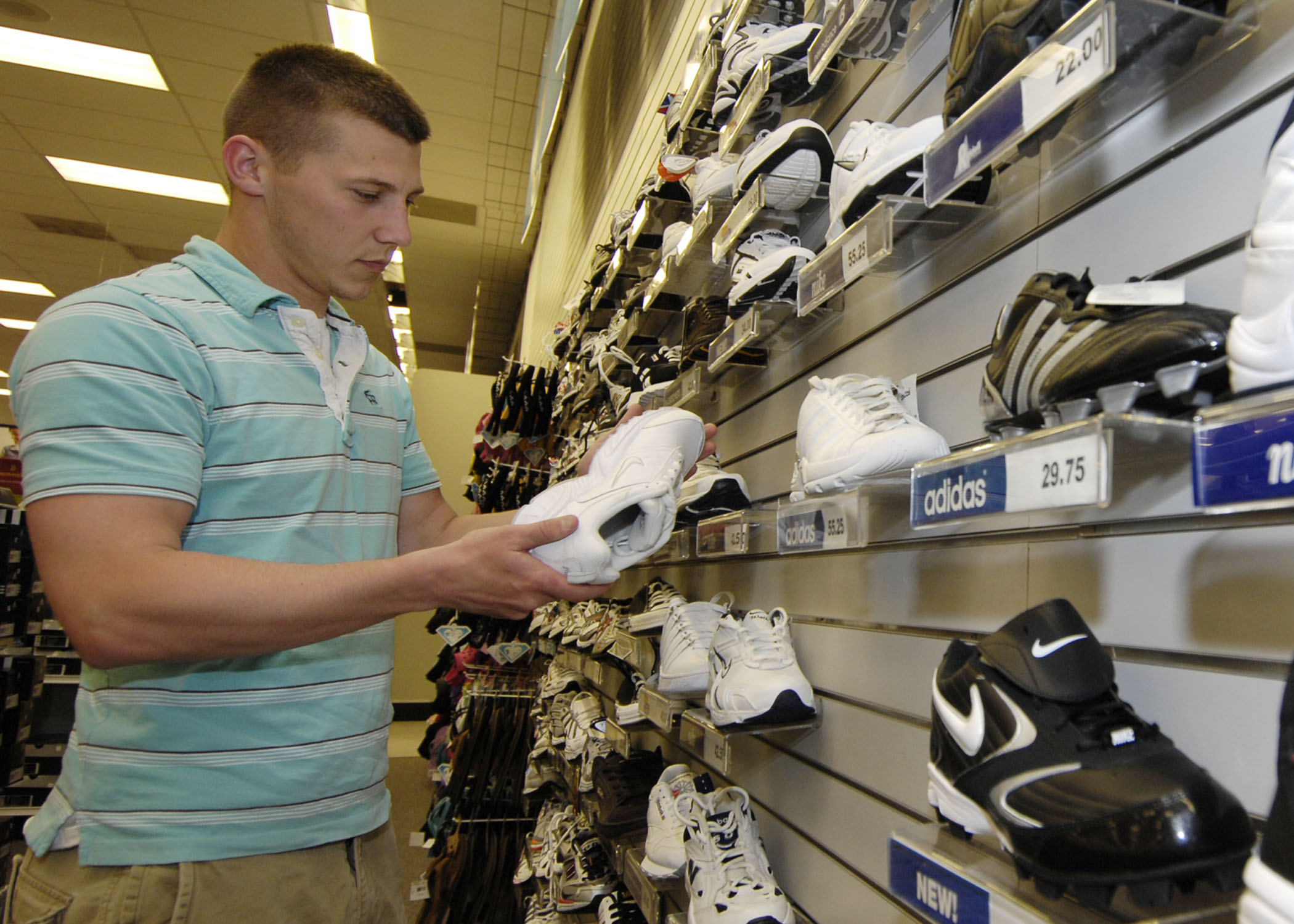
미국 공군이 BX에서 신발 사는 모습 2008.

현역, 예비군, 방위군, 은퇴한 미국 군인 및 그 부양 가족과 같은 승인된 고객에게 소비재 및 서비스를 판매한다. 이러한 시설을 사용할 수 있는 권한은 일반적으로 매장에 입장할 때나 상품 및 서비스에 대해 지불할 때 US Uniformed Services Privilege and ID Card를 제시함으로써 결정된다. 일반적인 교환은 백화점과 유사하다. 군복 판매/유니폼 상점, 이발소, 헤어 케어, 미용, 세탁/드라이클리닝, 주유소, 패스트푸드점, 편의점("특급"), 맥주 및 와인 판매, 주류 판매점, 잔디 및 정원 상점, 영화관, 심지어 차량 유지 보수 및 수리 서비스도 일반적으로 이용 가능하다. 거래소를 통한 대부분의(전부는 아님) 판매는 판매가 미군 예약에 따라 이루어지므로 주 및 지방 판매 또는 VAT 세금이 면제된다(예외에는 미국 내 휘발유 판매 및 거래소에서 라이선스를 받은 영업권자의 판매가 포함됨).

### 추가 사진

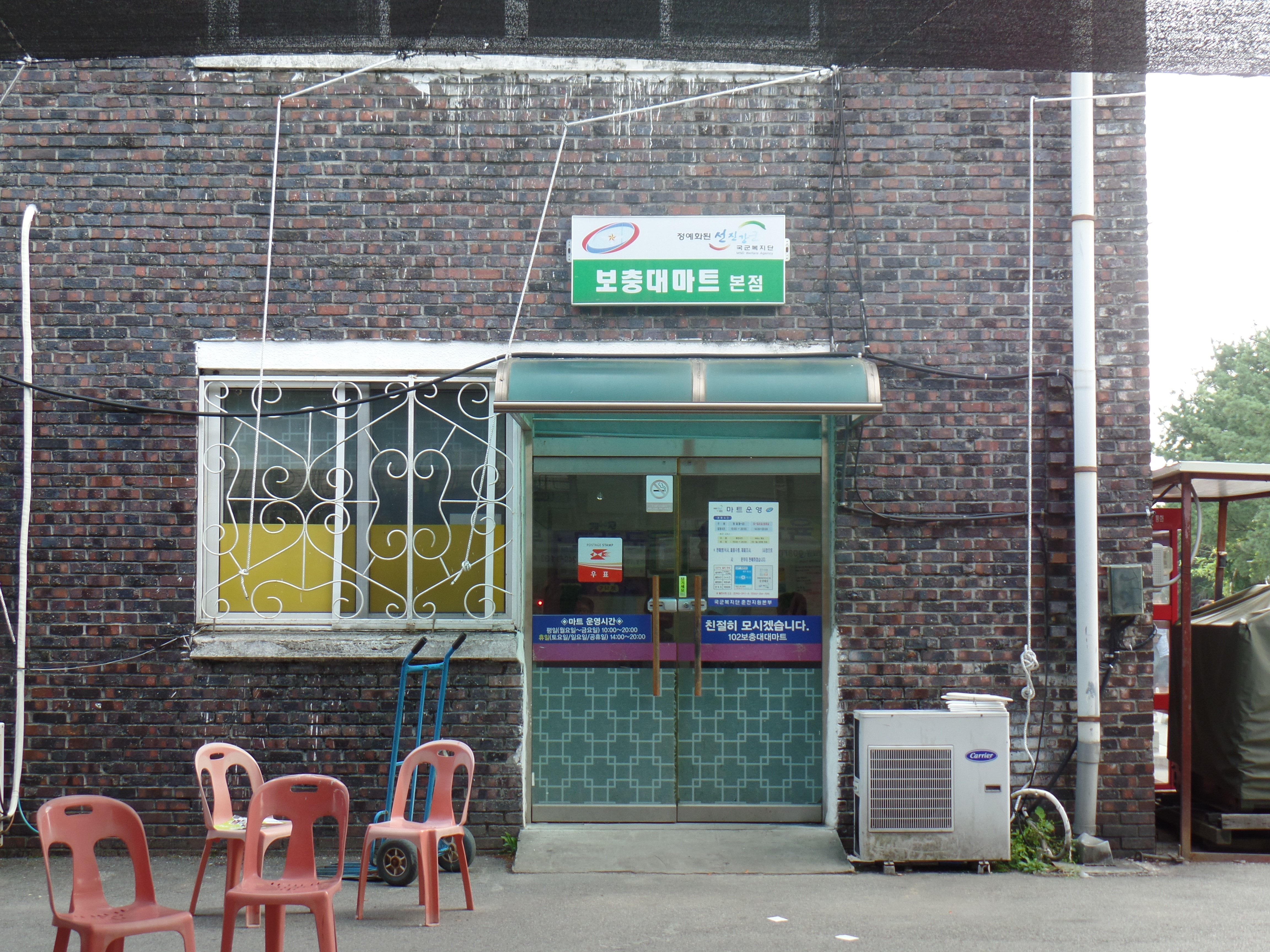
대한민국 육군 102보충대대의 군매점 입구
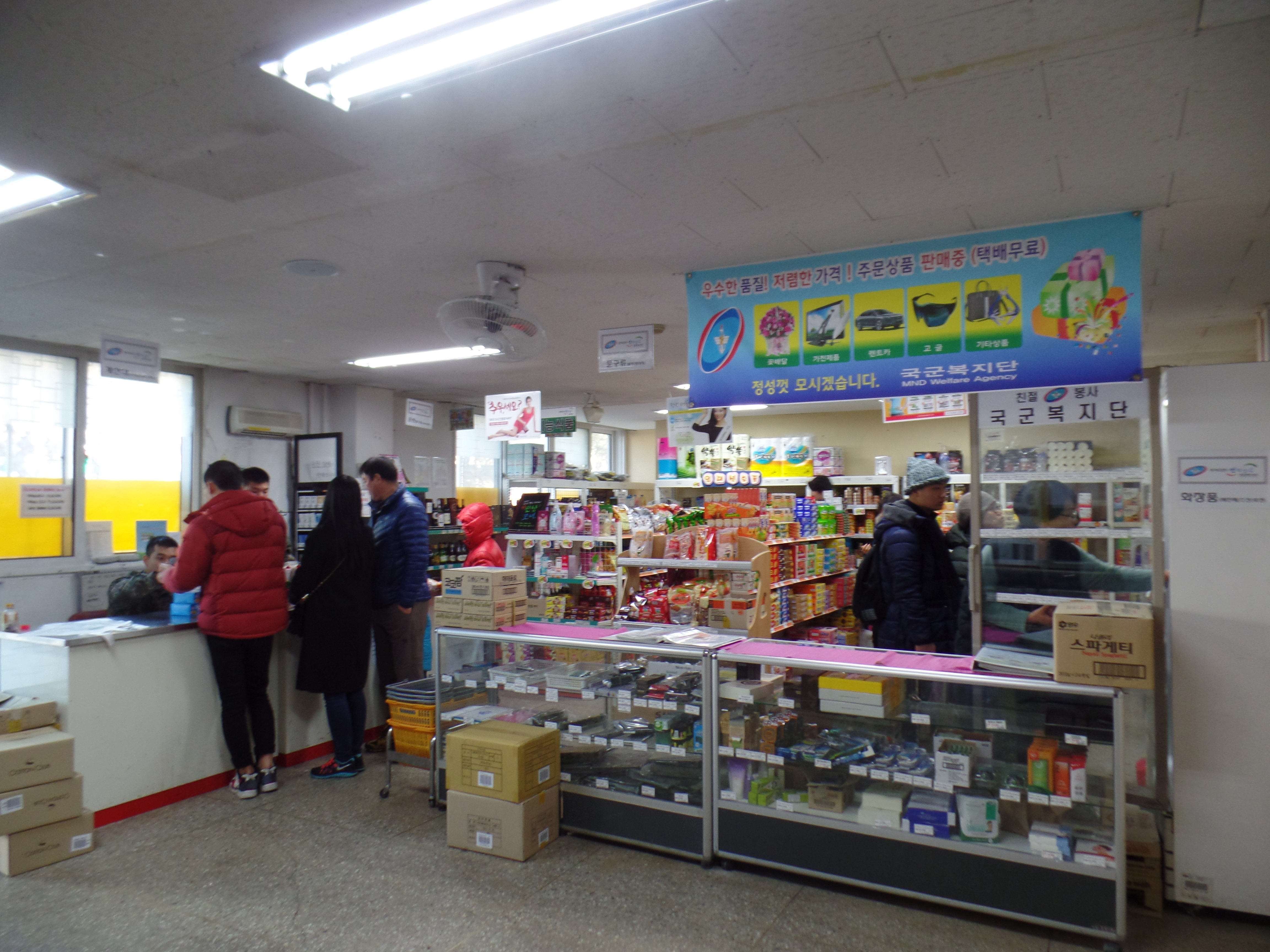
대한민국 육군 102보충대대의 군매점 내부
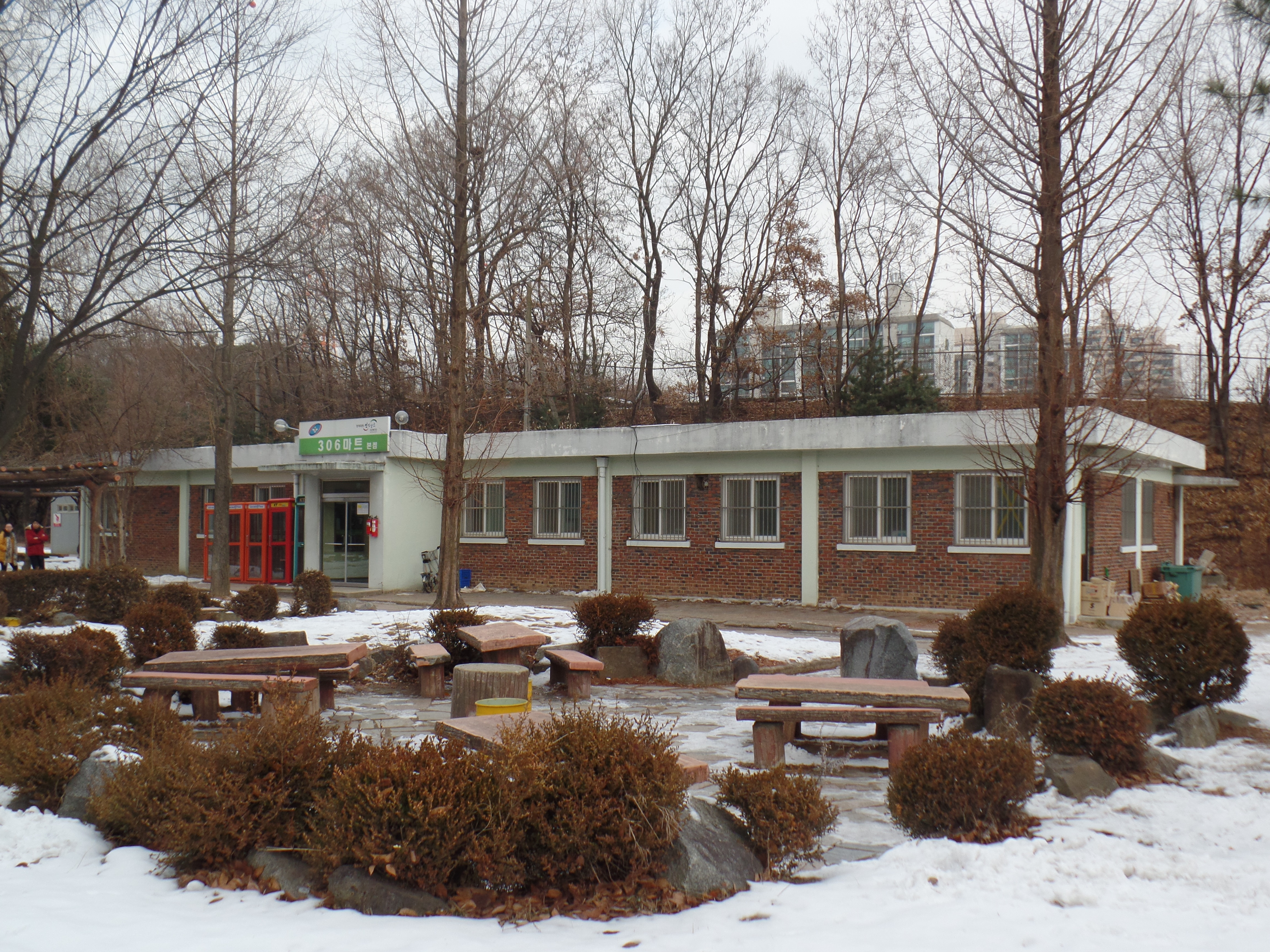
대한민국 육군 306보충대대의 군매점 건물
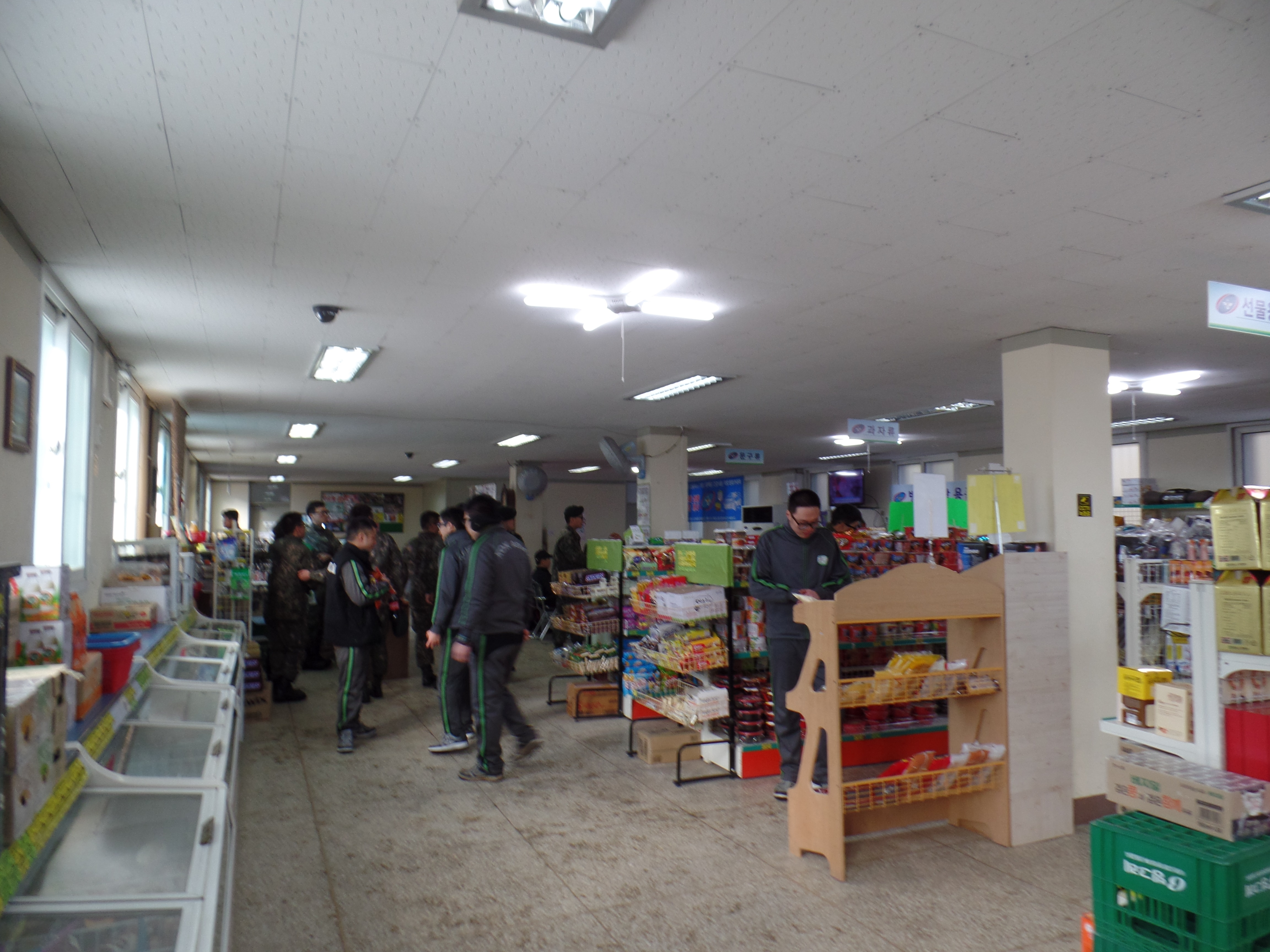
대한민국 육군 306보충대대의 군매점 내부

## 같이 보기
- 국군복지단
- 보병
- PX